# 세포 분열

원핵생물의 세포 분열(이분법)과 진핵생물의 세포 분열(체세포분열과 감수분열)

세포 분열(細胞分裂, cell division)은 하나의 모세포가 분열하여 2개 또는 그 이상의 딸세포로 나뉘는 과정이다. 세포 분열은 주로 세포 주기의 한 부분으로 발생한다. 진핵생물의 세포 분열은 각 딸세포가 모세포와 유전적으로 동일한 체세포분열과 딸세포의 염색체 수가 반으로 줄어들어 홑배수체 생식자를 만드는 생식적인 세포 분열인 감수분열로 2가지로 구분된다. 세포생물학에서 체세포분열(mitosis)이란 세포 주기의 한 부분으로, 복제된 염색체가 2개의 새로운 핵으로 분리되는 과정이다. 세포 분열은 전체 염색체 수를 유지하면서 유전적으로 동일한 세포를 만든다. 일반적으로 체세포분열 이전에 사이기(간기) 중 한 단계인 S기(DNA가 복제되는 시기)가 일어나며, 체세포분열 이후에는 한 세포의 세포질, 세포소기관, 세포막이 2개의 새로운 세포로 분리되는 말기와 세포질분열이 일어난다. 체세포분열의 각 단계를 통틀어 분열(M)기라고 한다. 감수분열의 경우 DNA 복제를 한 번 한 뒤 2번의 분열을 거치며 4개의 홑배수체 딸세포를 만든다. 이때 첫 번째 분열에서 각 상동 염색체 쌍이 분리되며, 두 번째 분열에서 각 복제된 염색체가 분리된다. 이 두 번의 세포 분열 주기는 생식 과정에 사용되며, 이는 마지막 진핵생물의 공통 조상에 존재했을 것이라고 여겨진다.
원핵생물(박테리아와 아키아)는 대개 이분법이라고 알려진 세포 분열을 통해 증식하며, 유전 물질을 2개의 딸세포에 동등하게 나누어준다. 대부분의 원핵생물이 이분법으로 분열하지만, 일부는 싹틈(옛 용어: 출아법)을 통해 세포 분열을 진행하기도 한다. 생명체와 상관없이 모든 세포 분열은 DNA 복제 이후에 일어난다.
아메바와 같은 단세포 미생물에서 세포 분열이 한 번 진행되는 것은 새로운 하나의 생명체가 만들어지는 생식과 같다. 더 큰 규모에서 체세포분열은 꺾꽂이로부터 자라는 식물과 같이 다세포 생물의 자손을 만들어주기도 한다. 체세포분열은 유성 생식을 하는 생명체가 하나의 세포로 이루어진 접합자(zygote)로부터 발생할 수 있게 하며, 감수분열을 통해 접합자를 만드는 생식자(gamete)를 만들 수 있도록 해준다. 세포 분열은 생명체가 성장한 이후에도 끊임없이 생명체를 구조를 유지하고 치유한다. 사람의 몸은 일생 동안 대략 1000조 번의 세포 분열을 경험한다.
세포 분열의 주요 관심은 원래의 세포 지놈(유전체; genome)을 유지하는 것이다. 분열이 일어나기 전 염색체에 저장된 지놈 정보는 반드시 복제되어야 하며, 복제된 지놈은 세포 분열 시 깔끔하게 나누어져야 한다. 이를 위해 세포를 유지하는 기반 대부분은 세대 사이에서 유전 정보를 일정하게 유지하는 데 관여한다.

## 박테리아에서의 세포 분열

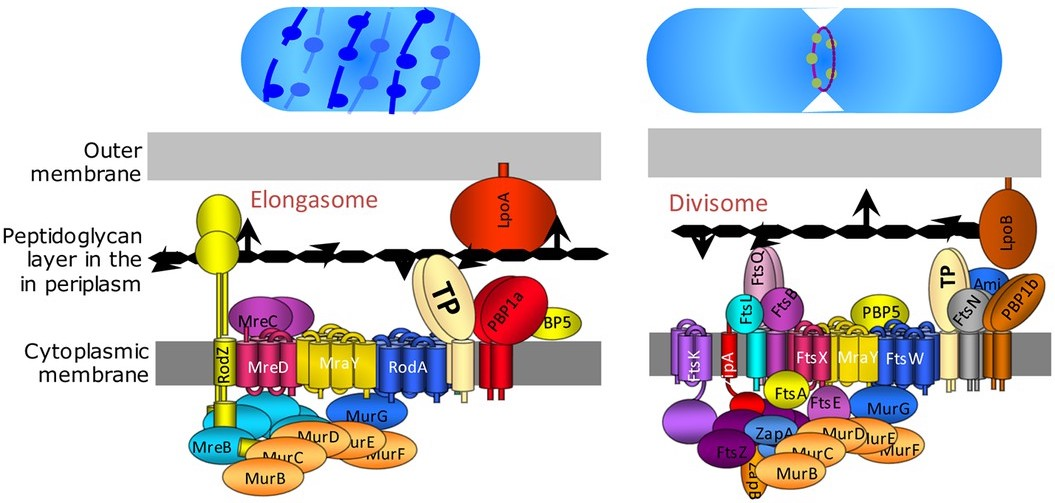
디비솜과 일롱가솜(elongasome) 복합체는 옆으로의 세포벽 성장과 세포 분열 동안 펩티도글리칸 합성에 관여한다.

박테리아의 세포 분열은 이분법이나 출아법을 통해 일어난다. 디비솜(divisome)은 박테리아의 세포 분열과, 세포가 분열하는 동안 속막과 바깥막의 수축, 그리고 분열하는 부위에서 펩티도글리칸의 합성에 관여하는 단백질 복합체이다. 튜뷸린 유사 단백질인 FtsZ는 세포 분열의 수축 고리(contractile ring)를 형성하는 데 중요한 역할을 한다.

## 진핵생물에서의 세포 분열
진핵생물에서의 세포 분열은 원핵생물의 세포 분열보다 훨씬 복잡하다. 염색체 수의 감소 여부에 따라 진핵생물의 세포 분열은 체세포분열(균등한 분열)과 감수분열(감소하는 분열)로 분류된다. 과거에 세포 분열의 원시적인 형태로 방추가 생성되지 않고 모세포의 대립유전자가 무작위하게 분배되는 무사분열(amitosis)의 개념이 제시되었지만, 과학적 증거가 불충분하여 존재하지 않는 개념으로 여겨진다.
진핵생물에서 나타나는 체세포분열의 형태
- 닫힌 
 핵속 
 가쪽체세포분열
- 닫힌 
 핵바깥 
 가쪽체세포분열
- 닫힌 
 정상체세포분열
- 반열린 
 가쪽체세포분열
- 반열린 
 정상체세포분열
- 열린 
 정상체세포분열

체세포분열(아래 참고)에서는, 사이기의 S기 때 복제되어 2개의 자매 염색분체를 가지는 염색체는 배열된 뒤 각 자매 염색분체가 나뉘어 딸세포로 나뉘어 들어간다.
감수분열에서는, 감수 1분열 때 상동 염색체 쌍이 짝지어진 뒤 딸세포로 나뉘어 들어간다. 감수 2분열 때는 체세포분열과 비슷하게 염색분체가 나뉘어 딸세포로 분배된다. 사람과 다른 많은 생명체들은 감수분열을 통해 생식자(gamete)를 생성한다. 특히 식물에서는 다른 생명체와 다르게 감수분열을 통해 홑배수체(n) 배우체로 발아하는 홀씨(포자)를 생성한다.

## 진핵생물 세포 분열의 시기

### 사이기
사이기(간기, interphase)는 체세포분열, 감수분열, 세포질분열을 진행하기에 앞서 반드시 거쳐야 하는 과정이다. 사이기는 G1기, S기, G2기의 3개의 주요 시기로 이루어진다. G1기는 세포가 성장하는 시기로, 세포가 DNA 복제를 준비하기 위한 특수화된 세포 기능이 일어난다. 사이기에는 세포가 계속 발생을 이어나갈지 혹은 발생을 중지할지 결정해주는 체크포인트가 존재한다. 이 체크포인트 중 하나는 G1기와 S기 사이에 있으며, 이때 세포의 크기와 DNA가 손상 유무를 확인한다. 두 번째 체크포인트는 G2기에 있으며, 이때는 세포 크기와 DNA 복제 유무를 확인한다. 마지막 체크포인트는 중기에 위치하는데, 이때는 방추가 염색체에 올바르게 연결되었는지 확인한다. 각 체크포인트는 사이클린(cyclin)과 사이클린-의존성 카이네이스(cyclin-dependent kinase)에 의해서 조절된다. 특정 사이클린의 양이 많아지면 사이클린-의존성 카이네이스와 결합하여 효소 활성을 통해 세포 주기가 돌아갈 수 있도록 조절한다.
S기에는 유전 물질이 유지될 수 있도록 염색체가 복제된다. G2기에는 세포가 M기에 돌입하기 전 성장의 마지막 시기를 거치며, 방추가 합성된다. M기는 세포 종류에 따라 체세포분열을 할지 감수분열을 할지 결정된다. 이때 체세포는 체세포분열을 하고, 종자세포는 감수분열을 하여 생식자(gamete)를 만든다.

### 전기
전기(prophase)는 M기의 첫 단계이다. 이 단계에서 핵막이 분해되고, 긴 염색질 가닥은 응축하여 짧고 굵은 염색체를 형성한다. 핵소체는 사라지고, 미세관이 염색체의 중심절에 위치하는 원반 모양의 방추부착점(kinetochore)에 부착한다. 염색체의 배열과 분리에 관여하는 미세관을 방추라고 부른다. 염색체는 현미경으로 보이게 되며, 자매 염색분체끼리 중심절에 연결되어 있다.
감수분열의 경우 전기 때 상동 염색체 쌍의 특정 부위에서 이중 가닥 DNA가 끊어지며 상동 염색체의 서로 염색체에 존재하는 비자매 염색분체끼리 재조합되는 교차가 발생한다. 이 과정은 DNA 복제와 전사 과정에서 토포소머레이스(toposomerase)의 메커니즘과 비슷하게, 매우 보존된 Spo11 단백질에 의해 일어난다.

### 중기

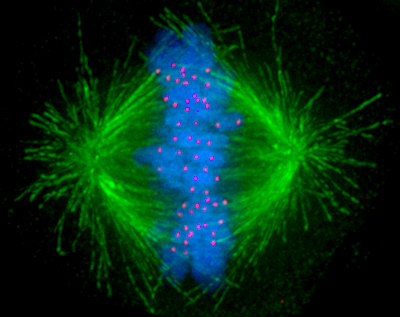
사람 세포의 중기 때 모습. 미세관은 초록색, 염색체는 파란색, 방추부착점은 빨간색이다.

중기(metaphase) 때는 염색체의 중심절이 세포에서 2개의 중심체 극과 동일한 거리에 위치하는 가상의 평면인 중기판(적도판)에 배열되며, 이때 코히신(cohesin)이라는 단백질이 염색분체 2개를 중심절에서 서로 붙들어준다. 세포의 미세관 형성 중심(microtubule organizing centers; MTOCs)에서 생성된 방추가 방추부착점에 붙고, 방추에 의해 염색분체의 중심절이 밀리거나 당기면서 염색체는 세포 중심에 배열된다. 이 시점에서도 염색체는 응축하고 있으며, 가장 응축된 상태와 근접한 상태에 도달한다. 또한 방추 섬유는 이미 방추부착점에 연결되어 있다. During this phase all the microtubules, with the exception of the kinetochores, are in a state of instability promoting their progression towards anaphase. 이 시기 동안 방추부착점에 연결된 미세관을 제외한 모든 미세관은 후기로 나아가도록 촉진시키는 불안정한 상태에 놓여 있다. 이 시점에서 염색체는 방추가 연결된 세포의 양쪽 극으로 나뉠 준비가 완료된다.

### 후기
후기(anaphase)는 세포 주기에서 매우 짧은 단계로, 염색체가 중기판에 배열되었을 때 일어난다. 방추사부착점은 방추사가 부착되어 있을 때 후기 억제 신호를 방출하는데, 모든 염색체가 적절하게 배열되고 부착되었을 때 마지막 신호가 소멸되면서 후기로의 갑작스런 변화가 시작된다. 이 갑작스런 변화는 후기촉진 복합체(anaphase-promoting complex)의 활성에 의해 나타나며, 이 복합체는 중기에서 후기로 전환되도록 특정 단백질을 분해를 유도하는 기능을 지닌다. 분해되는 단백질 중 하나는 시큐린(securin)으로, 시큐린이 분해되면 활성을 가지는 세파레이스(separase)가 방출된다. 세파레이스는 자매 염색분체를 붙들고 있던 코히신 고리를 절단하여 염색체가 분리되도록 해준다. 염색체가 세포의 중앙에 배열되면, 이후 방추 섬유가 염색체를 양쪽으로 끌어당긴다. 복제된 염색체가 분리되면서 각 자매 염색분체는 하나의 염색체가 되어 서로 세포의 반대쪽 방향으로 이동한다. 염색체가 나뉘어 이동하는 동안, 세포와 세포질은 방추부착점에 붙지 않은 미세관에 의해 길어진다.

### 말기
말기(telophase)는 체세포분열 및 감수분열의 마지막 단계로, 딸세포가 사이기 때 상태로 돌아가는 시기이다. 말기 때 각 극에 모였던 염색질 주변으로 새로운 핵막이 합성되며, 염색체가 풀어짐에 따라 핵소체도 다시 형성된다. 세포 내용물은 항상 동등하게 나뉘는 것은 아니며, 하나의 딸세포가 대부분의 세포질을 차지하는 난모세포 형성과 같이 세포 종류에 따라 세포 내용물의 분배가 다양하다.

### 세포질분열
세포질분열(cytokinesis)은 세포 분열의 마지막 단계이다. 체세포분열이나 감수분열의 마지막에 세포질분열이 일어나면서 세포질이 나뉜다. 또한 이때 세포질이 비가역적으로 나뉘면서 2개의 딸세포가 만들어진다. 세포 분열은 세포의 운명을 결정하는 데 중요한 역할을 한다. 세포 분열이 비대칭으로 일어날 가능성이 있는데, 이 경우에 세포질분열을 하면 서로 완전히 다른 양이나 농도의 운명 결정 분자를 포함하는 딸세포가 만들어진다.
동물 세포에서는 수축 고리가 형성되면서 세포가 분열하는 방법으로 세포질분열이 일어나고, 식물 세포에서는 세포판의 형성된 후 세포벽이 발생해 2개의 딸세포로 나누는 방법으로 세포질분열이 일어난다.
분열 효모인 Schizosaccharomyces pombe는 G1기 때 세포질분열을 한다.

## 다양성
세포는 크게 핵의 유무에 따라 핵을 가지지 않는 원핵생물 세포와 핵을 가지는 진핵생물 세포로 나뉜다. 이런 구조적 차이에 의해 원핵생물 세포와 진핵생물 세포는 서로 똑같은 방법으로 분열하지 않는다. 또한 진핵생물의 줄기세포가 생식자(정자나 난자)로 바뀌는 감수분열과 몸의 체세포가 분열하는 체세포분열의 패턴도 서로 다르다.

42회 이상 일어나는 세포 분열. 정량 위상차 타임랩스 현미경을 이용해서 세포 배양 용기에서 직접 세포를 촬영했다.

## 분해
다세포 생물은 세포 분열을 통해 낡은 세포를 대체한다. 그러나 일부 동물에서는 세포 분열이 완전히 멈춘다. 사람 세포는 평균 52번 분열한 뒤 더 이상 분열하지 않는데, 이를 헤이플릭 한계(Hayflick limit)라고 부른다. 이때의 세포를 노화했다고 부른다. 각 분열 때마다 염색체에서 DNA 서열의 끝부분을 보호해주는 텔로미어가 점점 분해되며 짧아진다. 이렇게 텔로미어가 짧아지는 것은 사람에서 나이와 관련된 질병과 수명 단축에 부정적인 영향을 미치는 것과 연관이 있다. 한편, 암세포는 이처럼 텔로미어가 짧아지지 않고, 텔로미어 DNA 반복 서열을 다시 합성하여 무한히 세포가 분열할 수 있도록 해준다.

## 역사

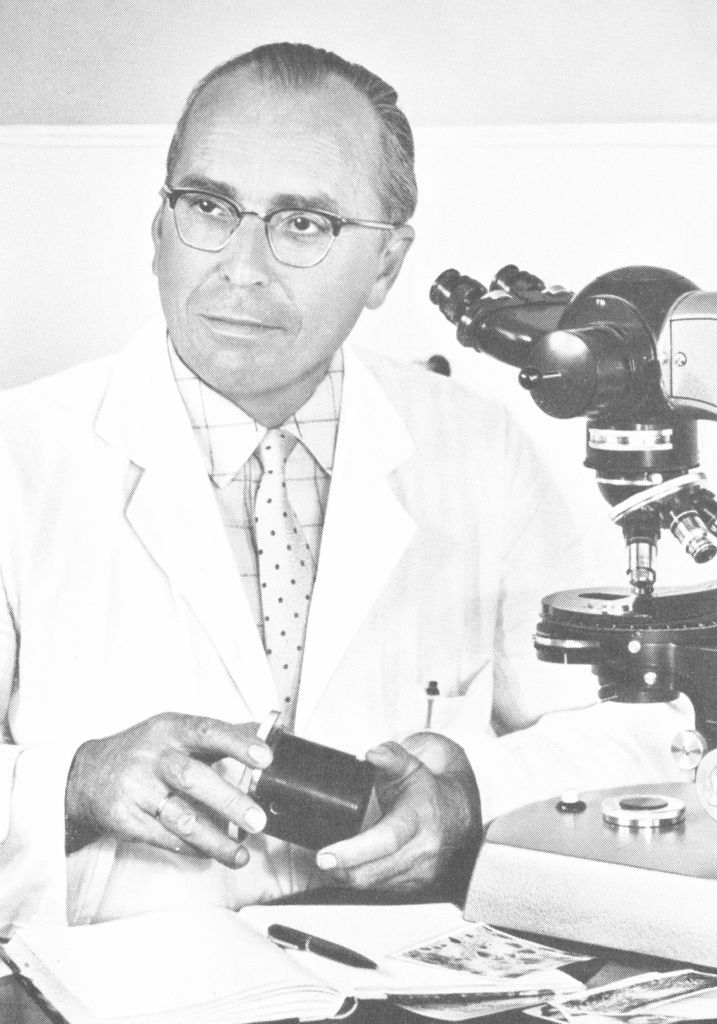
커트 미셸과 그의 위상차현미경

세포 분열은 1835년 독일 식물학자인 후고 폰 몰에 의해 최초로 현미경을 통해 발견되었으며, 이때 관찰한 세포는 녹조류의 한 종류인 Cladophora glomerata이다.
1943년 커트 미셸(Kurt Michel)은 위상차현미경을 사용하여 최초로 세포 분열을 촬영했다.

## 같이 보기
- 체세포분열
- 감수분열
- 이분법
- 세포생물학
- 세포 융합
- 성장
- Cyclin-dependent kinase

## 추가 문헌
- Morgan HI. (2007). "The Cell Cycle: Principles of Control" London: New Science Press.
- J.M.Turner Fetus into Man (1978, 1989). Harvard University Press. ISBN 0-674-30692-9
- Cell division: binary fission and mitosis
- McDougal, W. Scott, et al. Campbell-Walsh Urology Eleventh Edition Review. Elsevier, 2016.
- The Mitosis and Cell Cycle Control Section from the Landmark Papers in Cell Biology (Gall JG, McIntosh JR, eds.) contains commentaries on and links to seminal research papers on mitosis and cell division. Published online in the Image & Video Library of The American Society for Cell Biology
- The Image & Video Library 보관됨 2011-06-10 - 웨이백 머신 of The American Society for Cell Biology contains many videos showing the cell division.
- The Cell Division of the Cell Image Library
- Images : Calanthe discolor Lindl. - Flavon's Secret Flower Garden
- Tyson's model of cell division and a Description on BioModels Database
- WormWeb.org: Interactive Visualization of the C. elegans Cell Lineage - Visualize the entire set of cell divisions of the nematode C. elegans